# エドゥアルト・ターフェ

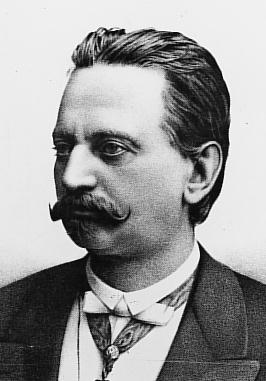
エドゥアルト・ターフェ

エドゥアルト・フランツ・ヨーゼフ・フォン・ターフェ伯爵（ドイツ語: Eduard Franz Joseph Graf von Taaffe、1833年2月24日 - 1895年11月29日）は、オーストリア（オーストリア＝ハンガリー二重帝国）のティロル系貴族・政治家。2度にわたり首相を務めた。またイギリス帝国のアイルランド貴族（第11代ターフェ子爵）でもある。

## 経歴

### 出自
アイルランド貴族であるとともにオーストリアのティロル系貴族（伯爵）で、司法大臣や高等裁判所長官を歴任したルートヴィヒ・ターフェ（イギリス名ルイス・パトリック・ジョン・ターフェ / アイルランド貴族としては第9代ターフェ子爵（Viscount Taaffe））の次男としてウィーンに生まれる（1873年、兄カール（チャールズ）の死去により伯爵（子爵）家を継承）。幼いころにはフランツ・ヨーゼフ皇太子（のちのオーストリア皇帝フランツ・ヨーゼフ1世）の学友に選ばれたこともある。

### 第一次組閣
1868年9月24日、ターフェはフランツ・ヨーゼフ1世により首相（二重君主国のオーストリア側首相）に任命され、ハンガリー人とのアウスグライヒを推進し帝国議会で多数を占めていた自由主義的ブルジョワ（ドイツ系が大半を占めていた）の閣僚からなる内閣を率いた。彼は支配下にあるチェコ人とドイツ人との宥和政策を進めたが、ドイツ人の抵抗により失敗し、1870年1月15日に辞任した。

### 第二次組閣とチェコ人宥和策
その後自由主義勢力は1873年に始まる大不況への無為無策やベルリン会議（1878年）における対応により支持を失い1879年の帝国議会選挙で議席を半減させた。これを背景に、ターフェは同年8月12日再び首相に任命され、「封建派」と呼ばれた地主層、カトリック教会、老チェコ党などボヘミア・ガリツィアの保守的民族政党と協力しドイツ系の自由主義勢力を包囲する保守的な「鉄の環」政権を率いた。これに伴い1863年以来帝国議会をボイコットしていたチェコ系議員は同年10月議会に復帰し、ターフェ内閣は各民族政党の民族主義的主張、特にチェコ系の要求に配慮する政策を進めることになった。1880年に内務省・司法省の省令として発せられた、いわゆる「ターフェ言語令」はその一環であり、チェコ人が多数を占めるボヘミア地方においては外務語（官庁の窓口で住民との対応に使用される言語）に限ってドイツ語とチェコ語の対等性を保障するものであった。また1882年にはプラハ大学を「ドイツ語部」と「チェコ語部」に二分する措置がとられた。

### 社会政策と外交
また次第に台頭する労働運動に対しては、それを宥めるためにドイツ帝国のビスマルクの政策にならいさまざまな社会政策立法が行われた。まず1885年の改正営業法で国家が各企業の労働条件に関与する道を開き、1889年には疾病・傷害保険への加入が義務化された。その他小規模営業者や小農民に対しても保護的な諸政策が採られ、反面、都市部の労働者の間で力を伸ばしつつあった社会主義勢力に対しては社会主義者鎮圧法により徹底的に弾圧をもって臨んだ。保守派でありつつも現実的感覚に優れた政治家であったターフェは、チェコ系の政治指導者と提携することで政治の安定を勝ち取り、二重帝国期において10年以上に及ぶ異例の長期政権を実現し、その任期は隣国ドイツにおける「ビスマルク時代」の後半期とほぼ重なっていた。また彼の在任中、オーストリアはグスタフ・カールノキ外相の下で三国同盟や三帝協商に参加しいわゆる「ビスマルク体制」の形成に協力しつつロシアとの協調関係を維持することにより、国際社会での地位を安定したものにした。

### 辞任と死
しかし彼が社会政策の一環として進めた選挙権の拡大は、一方で各民族政党の大衆政党化や都市労働者を基盤とする社会民主労働党の台頭をもたらし、彼らは普通選挙の実施を要求することとなった。政権はその要求に応えることができず、1893年11月11日、ターフェは首相を辞任した。彼の辞任後、オーストリアの政治は短命政権が続く不安定な状況に再び陥ることになった。
首相辞任2年後の1895年、ボヘミアのEllischau（現・チェコのNalžovské市）で死去。ターフェ伯爵及びターフェ子爵の爵位は息子のヘンリーが継いだが、第一次世界大戦でオーストリア軍に参加したため称号剥奪法により子爵位を剥奪されたうえ終戦後はオーストリアの貴族制廃止に伴い伯爵位も消滅。そして孫のリチャードは爵位回復の請求をしないまま1967年に死去したため、ターフェ子爵及びターフェ伯爵の爵位は完全に消滅した。

## 備考
ルドルフ皇太子とは政治的な確執が存在していたため、ルドルフの（悲劇的な）人生を取り上げた作品にしばしば脇役として登場する。